# آئروسپاسیال

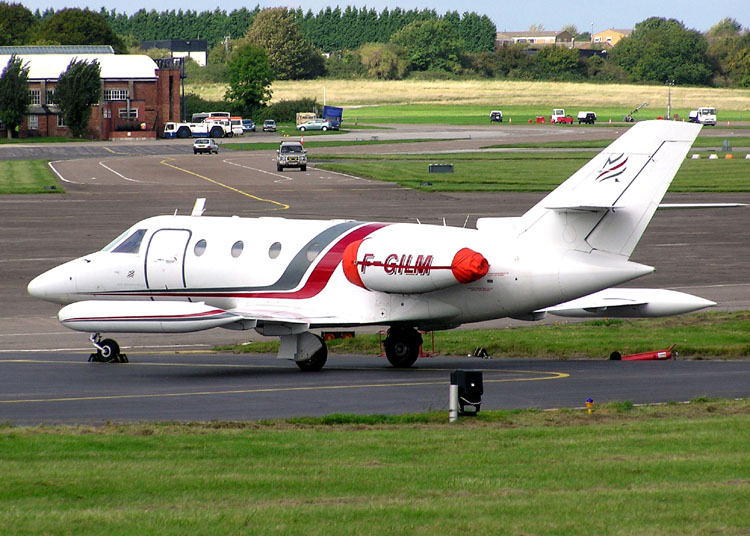
آئروسپاسیال کوروت نخستین پرواز خود را در سال ۱۹۷۰ انجام داد و در سال ۱۹۷۴ وارد خدمت شد. ۴۰ فروند از این هواپیما ساخته شد.

آئروسپاسیال (به فرانسوی: Aérospatiale) شرکت دولتی هوافضا و صنایع دفاعی فرانسوی بود، که هواگردهای نظامی و غیرنظامی، موشک و ماهواره تولید می‌کرد. این شرکت در اصل سوسیته ناسیونال اندوستریل آئروسپاسیال (شرکت ملی صنعتی آئروسپاسیال) نامیده می‌شد. دفتر مرکزی این شرکت در منطقه ۱۶ پاریس واقع بود.
دارایی‌های این شرکت اکنون متعلق به گروه ایرباس است، به غیر از تجهیزات مربوط به فعالیت‌های ماهواره‌ای که در شرکت آلکاتل ادغام شد و در سال ۱۹۹۹ شرکت آلکاتل اسپاس و هم‌اکنون تالس آلنیا اسپیس را تشکیل داد.

## تاریخچه
این شرکت در سال ۱۹۷۰ با ادغام شرکت ملی دولتی سود اویاسیون، نورد اویاسیون و سوسیته پور لتود ا دو رئالیزاسیون دانژن بالیستیک (شرکت مطالعات و تولید موتورهای بالستیک) تشکیل شد. فعالیت این شرکت در سال ۱۹۷۱ با ریاست هانری زیگلر آغاز شد. بازوی بازاریابی آمریکای شمالی این شرکت که شرکت هوافضای فرانسه نام داشت در سال ۱۹۷۱ به شرکت هوافضای اروپا تغییر نام داد. در سال ۱۹۹۱ این شرکت در ساخت شاسی انقلابی بوگاتی ئی‌بی۱۱۰ ابر خودرو کمک کرد. این شاسی کاملاً از فیبر کربن ساخته شده بود و بسیار سبک بود.
در سال ۱۹۹۲ شرکت سهامی هوافضای دایملربنز و آئروسپاسیال بخش هلیکوپتر سازی خود را با هم ادغام کرده و گروه یوروکوپتر را تشکیل دادند.
در سال ۱۹۹۹ آئروسپاسیال به غیر از فعالیت‌های ماهواره‌ای با شرکت ماترا ادغام شد و آئروسپاسیال-ماترا را تشکیل داد. در سال ۲۰۰۱ گروه موشک آئروسپاسیال-ماترا با ماترا بی ای ئی داینامیکس و بخش موشک آلنیا مارکونی سیستمز ادغام شد و ام بی دی ای را تشکیل داد. دولت ائتلاف چپ لیونل ژوسپن خصوصی‌سازی آئروسپاسیال را آغاز کرد.
در تاریخ دهم ژوئیهٔ ۲۰۰۰ آئروسپاسیال-ماترا با شرکت اسپانیایی کاسا و شرکت سهامی هوافضای دایملرکرایسلر آلمانی ادغام شد و گروه ایرباس را تشکیل داد.